# Michael Peter Ancher

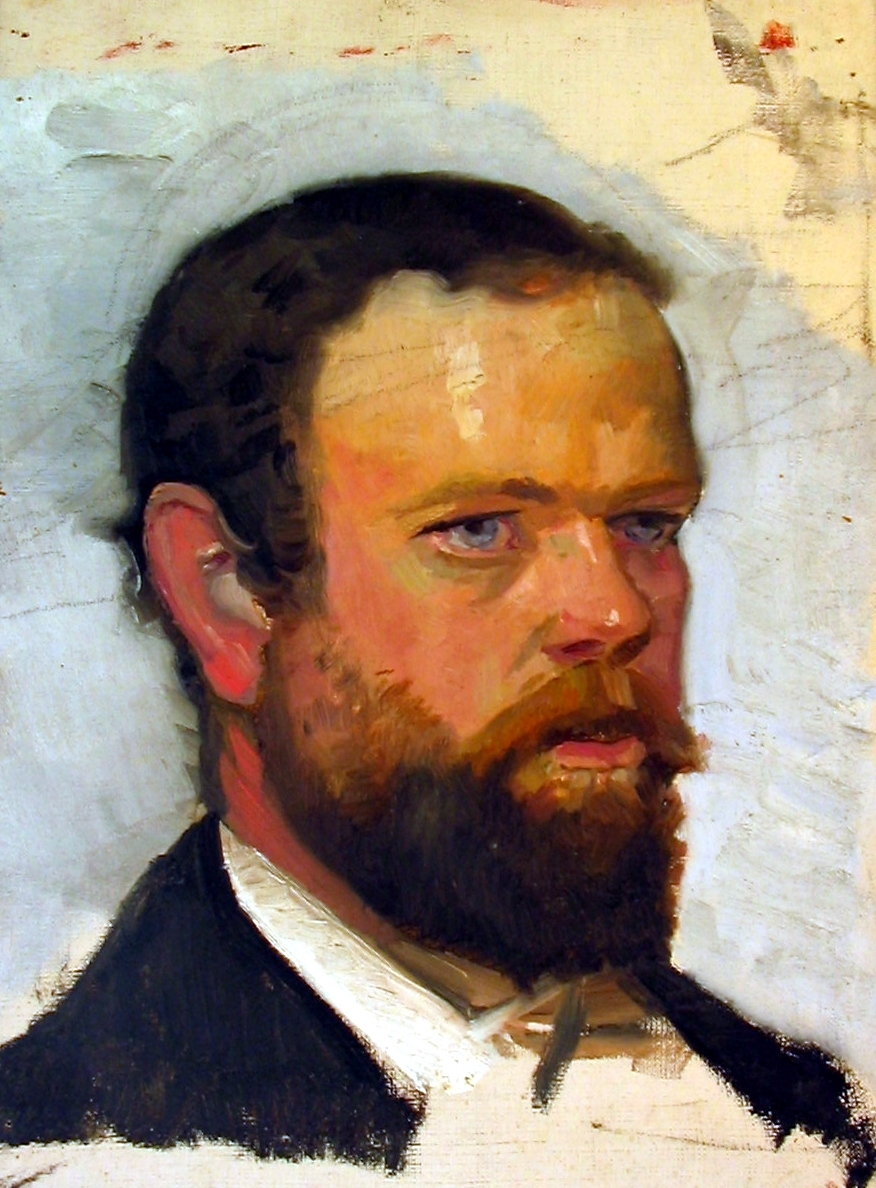
Adrian Stokes interpretado por Michael Ancher

Michael Peter Ancher (9 de junio de 1849 - 19 de septiembre de 1927) fue un pintor impresionista danés. Es el más asociado con sus pinturas de los pescadores y otras escenas del puerto danés de Skagen. Sus cuadros son clásicos y es probablemente uno de los artistas más populares de Dinamarca.

## Historia
Michael Peter Ancher nació en Rutsker en la isla de Bornholm. Estudió en la Real Academia Danesa de Arte en Copenhague (1.871 a 5), donde sus profesores Wilhelm Marstrand y Frederik Vermehren alentó su interés por la pintura de género. Aquí también conoció a Karl Madsen, quien más tarde se convertiría en el primer director del Museo de Skagen y quien lo invitó a viajar a Skagen. Un grupo de artistas se habían congregado para formar los pintores de Skagen en Skagen, un pequeño pueblo pesquero en el norte de Dinamarca, situada donde el mar Báltico y el mar del Norte, convergen.
Después de Ancher visitó por primera vez Skagen en 1874, se estableció allí unirse a la creciente sociedad de artistas. La colonia de pintores regularmente se reunieron en el Hotel Brondums en Skagen con el fin de intercambiar ideas. En 1880 se casó con la pintora Ancher y Skagen nativos Anna Brøndum, cuyo padre era propietario del Hotel Brondums. En los primeros años de su matrimonio, la pareja tuvo una casa y estudio en el "Garden House", que ahora está en Skagen jardín del Museo. Después del nacimiento de su hija Helga, en 1883 la familia se trasladó a Markve en Skagen.

## Carrera

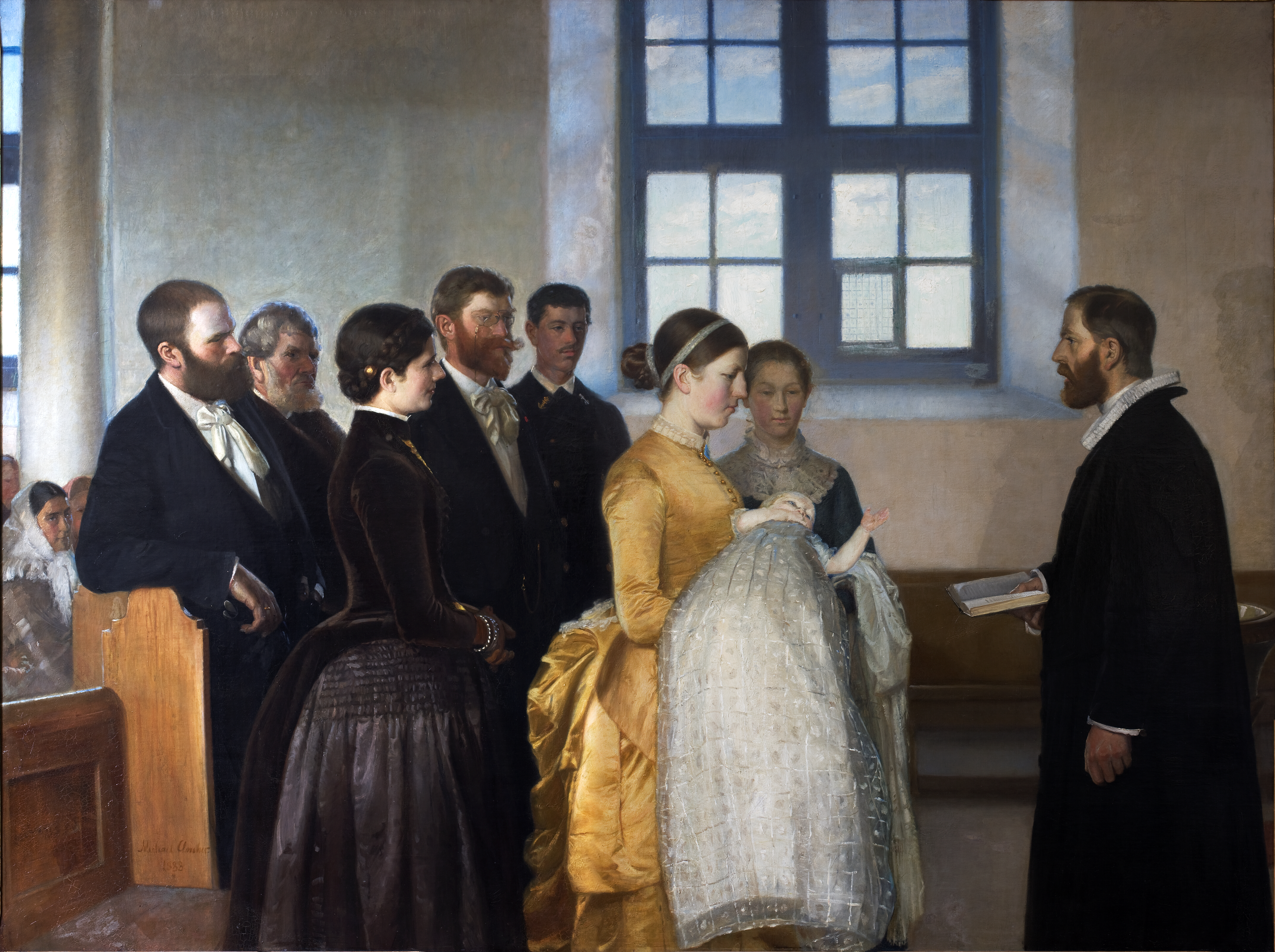
A Christening, Michael Ancher (1888)

Él consiguió su avance artístico en 1879 con el cuadro Vil Han klare pynten (Va a Ronda el punto?). Obras de Michael Ancher son reales como la vida de las representaciones de la realidad y al mismo tiempo, composiciones de figuras monumentales. Trabajo de la vida de Michael Ancher se funda en la serie heroica se lleva el bote por las dunas (1883), la tripulación se guardan (1894) y El Ahogado (1896).
Michael Ancher fue influenciado por su formación tradicional en la Real Academia Danesa de Bellas Artes en la década de 1870 que impuso reglas estrictas para la composición, y le fue difícil adaptarse a la pintura moderna avance escandinavo, la "Escuela de Skagen". Su matrimonio con Anna Ancher, sin embargo, le presentamos el concepto naturalista de la reproducción de la realidad sin adornos y colores. Mediante la combinación de la composición pictórica de su juventud con las enseñanzas del naturalismo, Michael Ancher creó lo que se llama arte figurativo moderno monumentales, como un bautismo.
Las obras de Anna y Michael Ancher se puede ver en el Museo de Skagen, el Museo Real de Bellas Artes, el Museo de Frederiksborg, la colección de Hirschsprung y Ribe Museo de Arte. Michael Ancher recibió la Medalla de Eckersberg en 1889 y en 1894 la Orden del Dannebrog. Originalmente sus pinturas colgadas en el comedor del Hotel Brondums. El pintor PD Krøyer concibió la idea de colocar obras de diferentes artistas en los paneles de pared. En 1946 el comedor fue donado al Museo de Skagen.

## Michael y la casa de Anna Ancher

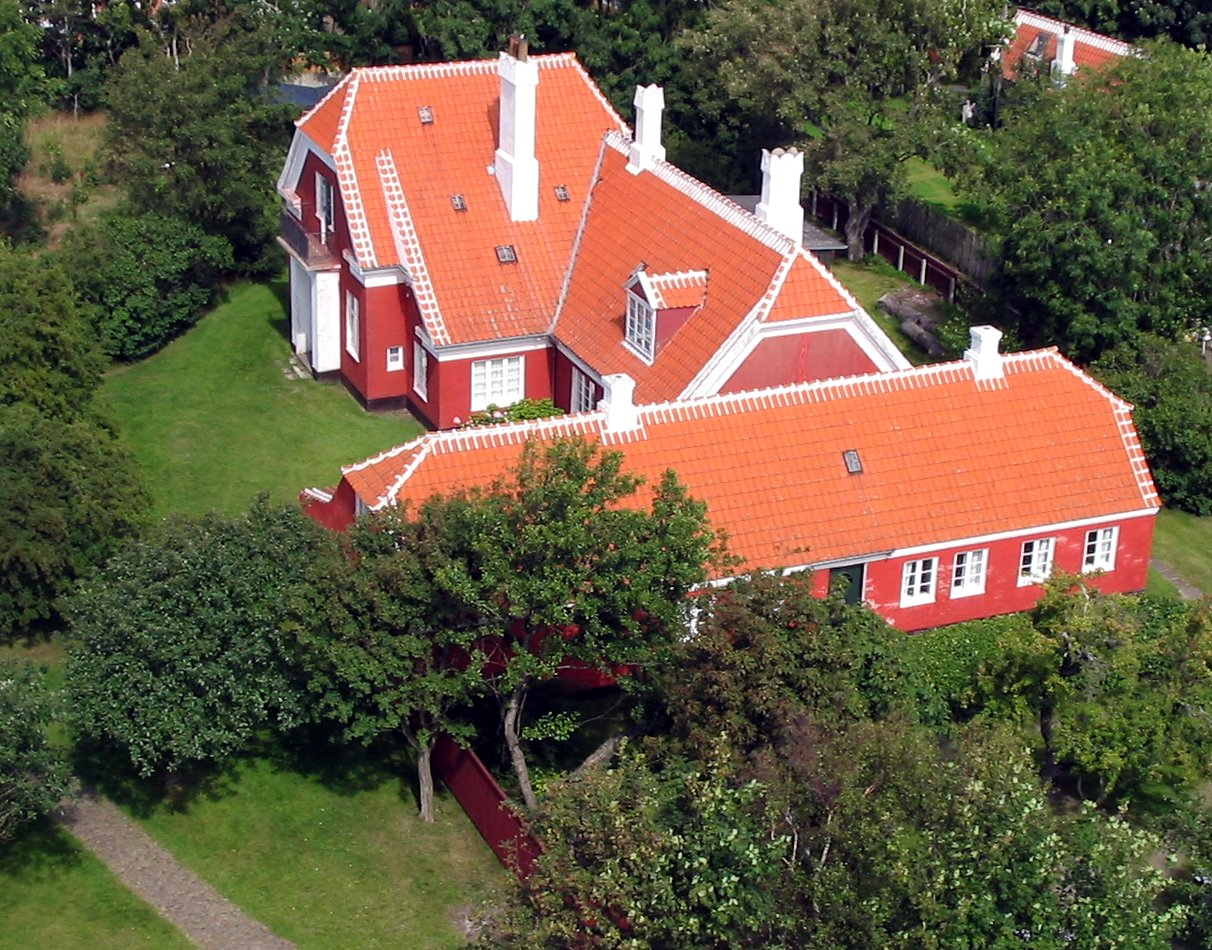
Michael y la casa de Anna Ancher en Skagen

La residencia de Skagen Anne y Michael Ancher fue comprado en 1884. En 1913, un gran estudio anexo se agrega a la propiedad y esto también forma parte de lo que se exhibe hoy en día. A su muerte en 1964, la hija del Ancher es, Helga, a la izquierda de la casa y todo su contenido a una fundación. La antigua residencia ha sido restaurada y abierta como museo y atracción turística.
En 1967, Michael y la casa de Anna Ancher fue convertida en un museo de la Fundación Helga Ancher. Michael y la casa de Anna Ancher es (Hus Anchers) en Skagen se ha convertido en un museo y está abierto al público para visitas. Muebles y cuadros creados por los Anchers y otros artistas de Skagen se muestran en la casa restaurada y estudio. Exposiciones de arte se disponen en Saxilds Gaard, otro edificio en la propiedad. Esta casa está llena de muestra de pinturas de Michael y Anna Ancher, así como los de muchos otros pintores de Skagen que formaban su círculo de amigos.

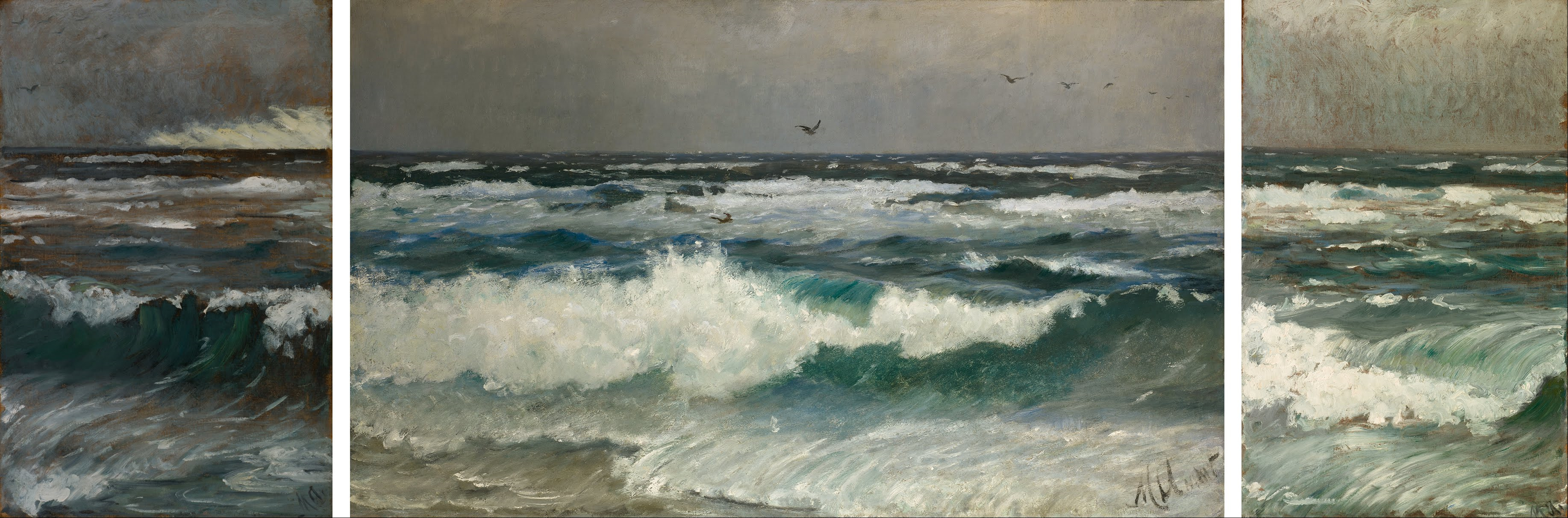
Michael Ancher. Cachones. Pintura proveniendo de la casa Brøndum, trasladada al museo

En el otro edificio : 

## Billete de mil coronas danesas
Anna y Michael Ancher son actualmente figura en el anverso del billete DKK1000. La versión actual de este proyecto de ley entró en circulación el 25 de noviembre de 2004. El anverso del billete tiene un doble retrato de Anna y Michael Ancher, derivada de los 1884 cuadros por Peder Severin Krøyer, que originalmente colgadas en las paredes en el comedor en el Hotel Brondums.

## Pinturas

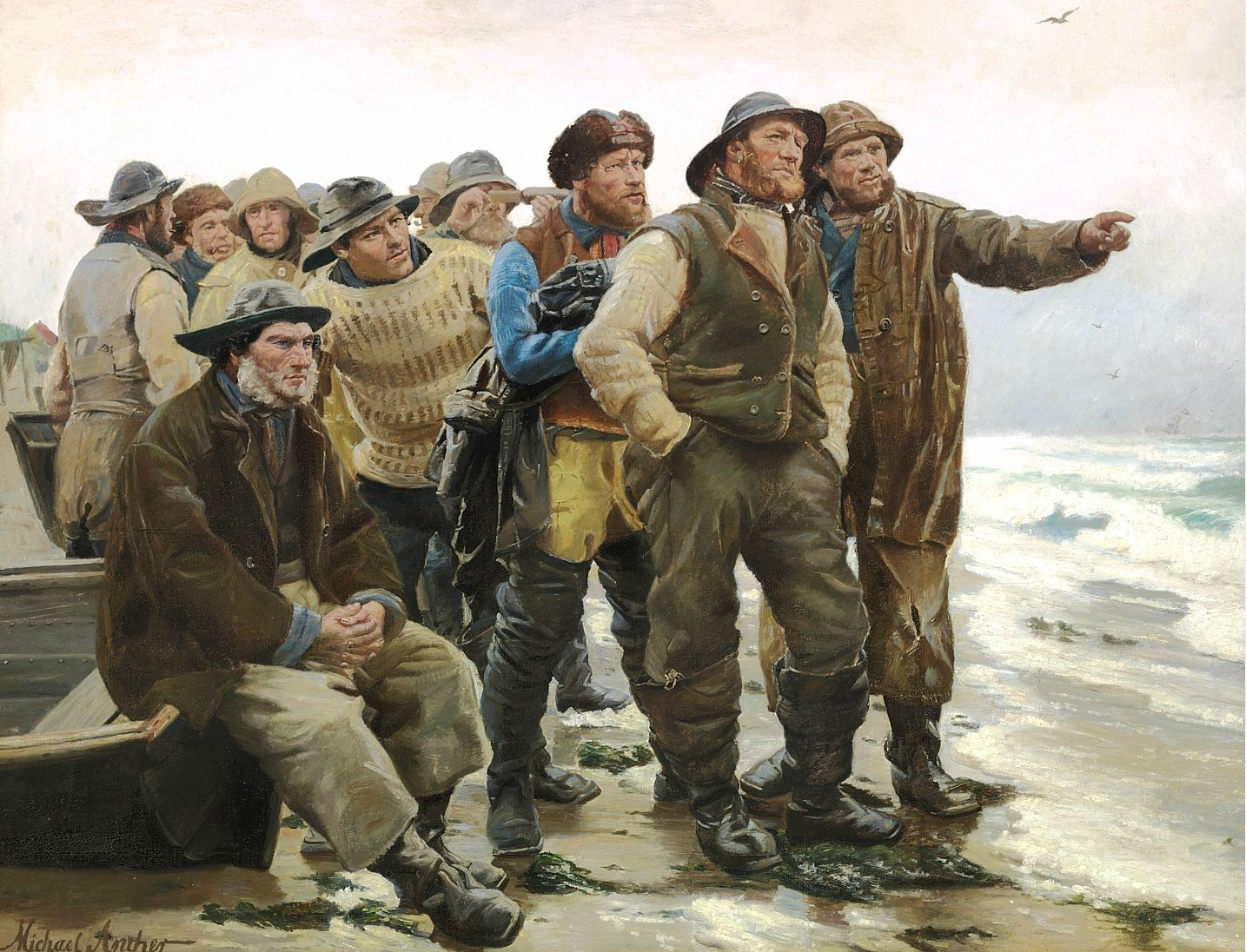
Vil han klare pynten  (Will he round the point?)
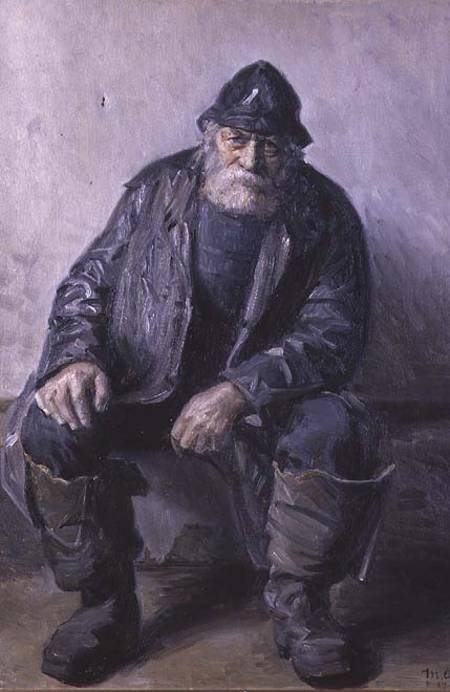
Skagens fiskere (Skagen fisherman)
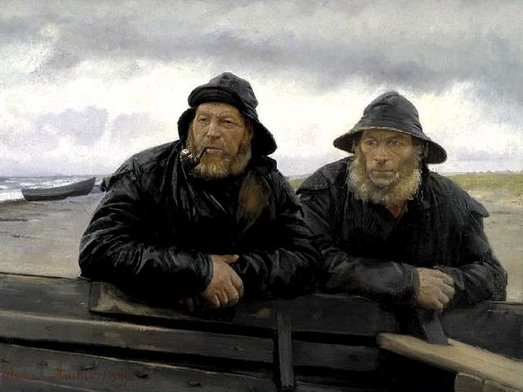
To fiskere ved  (Two Fishermen)
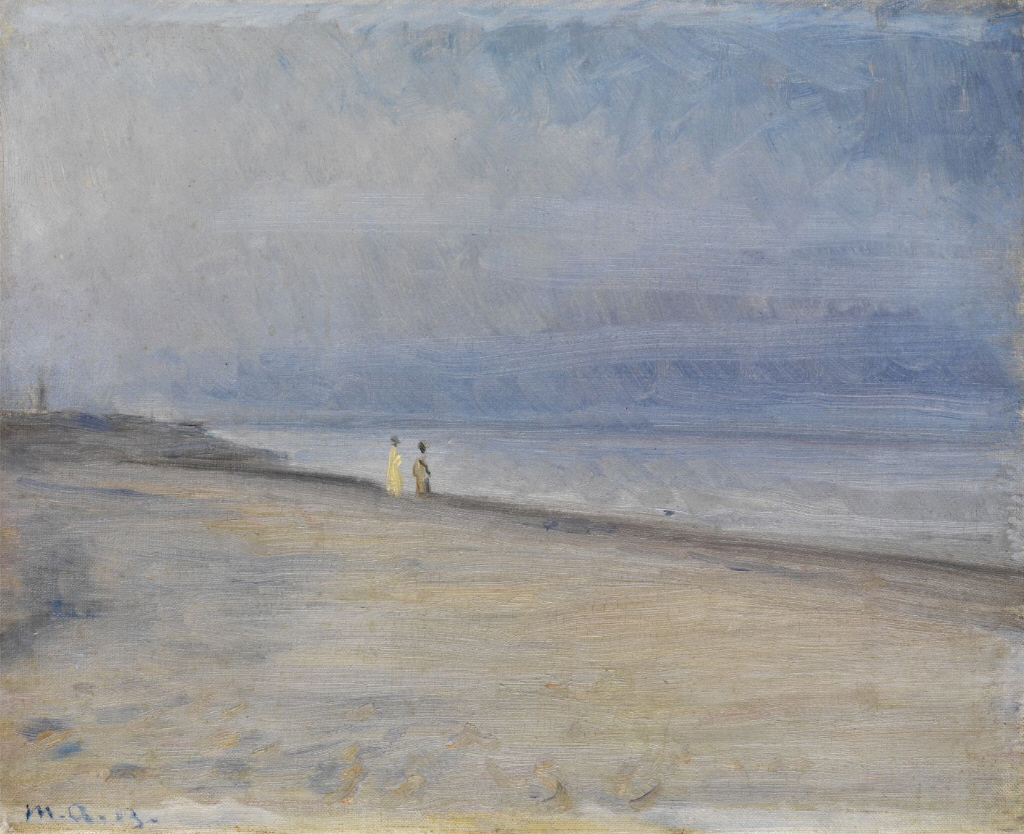
Strandszene (Shore line)